# 14426 Katotsuyoshi
14426 Katotsuyoshi eller 1991 UO2 är en asteroid i huvudbältet som upptäcktes den 29 oktober 1991 av de båda japanska astronomerna Kazuro Watanabe och Kin Endate vid Kitami-observatoriet. Den är uppkallad efter amatörastronomen Tsuyoshi Kato.
Asteroiden har en diameter på ungefär 11 kilometer.